# Opisthoxia praeamabilis
Opisthoxia praeamabilis là một loài bướm đêm trong họ Geometridae.